# Treschè Conca
Treschè Conca (Skada o Kunka in cimbro) è una località montana dell'Altopiano dei Sette Comuni, in provincia di Vicenza; un tempo comune autonomo, è ora inclusa nel territorio della municipalità di Roana. Conta una popolazione di circa 631 abitanti. Ha origine nel 1798 e si trova a circa 10 km da Asiago. È luogo di villeggiatura sia estivo che invernale.

## Geografia fisica

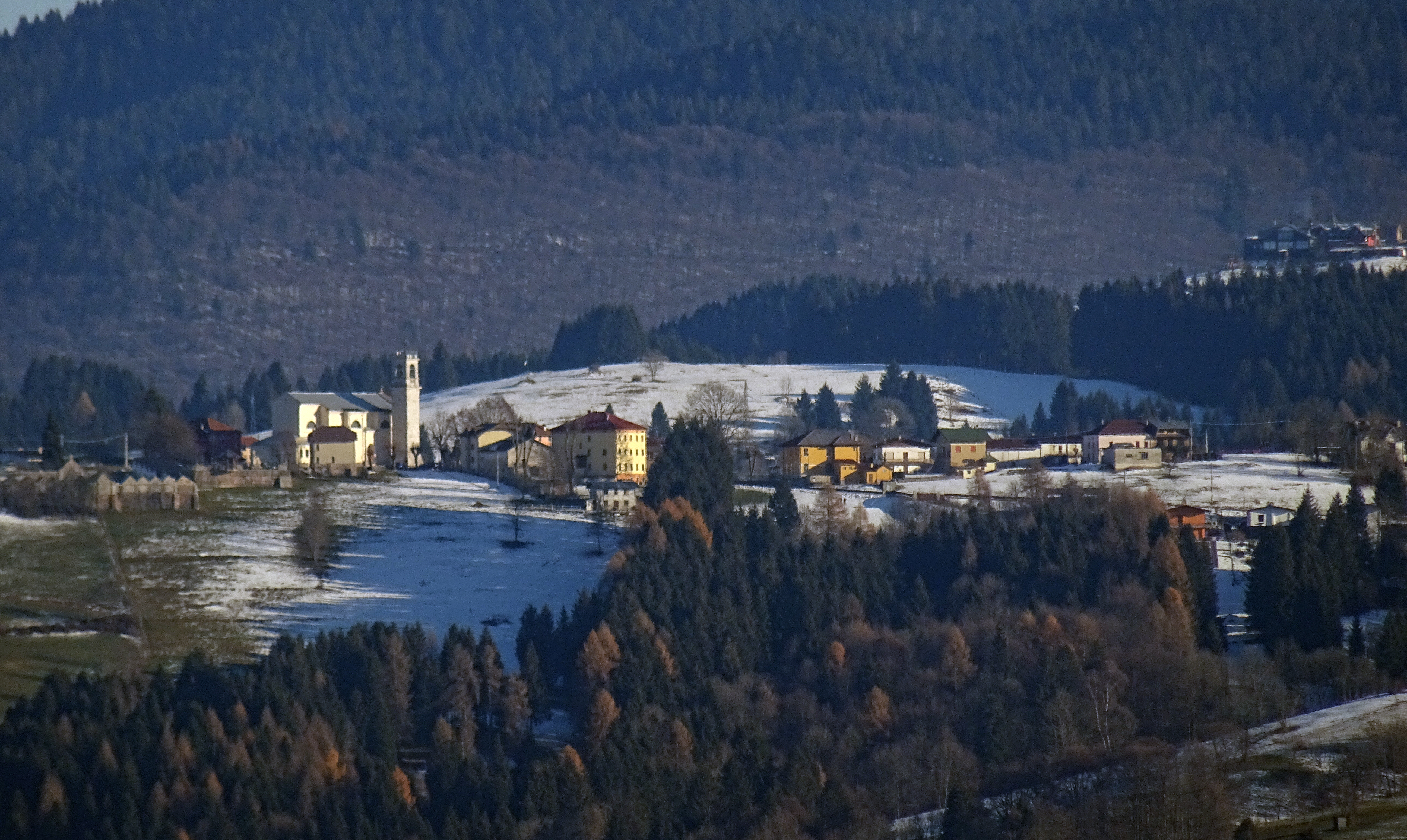
Il paese e la parrocchiale di Tresché Conca, visti da Tonezza del Cimone

Treschè Conca si trova tra Cogollo del Cengio e Canove di Roana (rispettivamente a nord della prima e a sud/sud-ovest della seconda), a 5 km ad ovest di Cesuna, a 10 km a sud di Roana e a 10 km a sud-ovest di Asiago.
È situata a 1 079 metri di altitudine s.l.m.

## Storia
Della località si hanno notizie sin dal Medioevo, quando è citato un castello di nome "Conca".
Il termine "Treschè", seguito dall'appellativo alto-tedesco o cimbro Kincel o Chinchel (che forse significava "Conca") è citato invece a partire dal XIV secolo.
Nel 1400 si erano stabilite 26 famiglie. Il nucleo originario era rappresentato dai Panocio ("raccoglitori di pannocchie") italianizzato in Panozzo, famiglie provenienti da Cogollo del Cengio.
A partire dal 1798, in seguito alla divisione da Cogollo, Treschè Conca divenne un comune autonomo con 69 famiglie stabilmente presenti Nello stesso anno, con la costituzione della parrocchia più elevata della diocesi di Padova fu fondata anche la chiesa-oratorio dedicata a San Luigi Gonzaga, che costò la cifra di 1 200 ducati.
Nella chiesa-oratorio si verificò nel 1827 un'aperta contestazione nel confronti di un sacerdote, "reo" di prediche troppo lunghe o "imprudenti".
Agli inizi del XX secolo, Treschè Conca registrò il suo picco demografico, con una popolazione di 1 000 abitanti, che in seguito si sarebbe fortemente ridotta a causa delle emigrazioni in Paesi stranieri.
Dopo il primo anno sostanzialmente tranquillo della Grande Guerra, il 15 maggio 1916 gli austro-ungarici lanciarono la Strafexpedition (spedizione punitiva), fino a quel momento la più grande offensiva contro l'Italia. In seguito all'iniziale sfondamento del fronte, fu ordinato lo sgombero di tutta la popolazione dell'Altopiano dei Sette Comuni. Iniziò così una diaspora diffusa praticamente in tutta l'Italia e parte della popolazione di Treschè Conca, guidata dal parroco locale, si trasferì a Nanto. Qui i "profughi" provenienti dall'Altopiano furono inizialmente trattati con ostilitàperché poveri e disperati (avendo dovuto lasciare tutto ed esser pronti a partire in pochissime ore), poi naturalmente le cose cambiarono creando legami che ancor oggi si mantengono. Al termine della Prima Guerra Mondiale, i profughi ritornarono trovando solo macerie e devastazione; seguì una veloce ricostruzione dopo la quale però, in mancanza di lavoro sicuro e redditizio, ricominciò l'emigrazione.
Nel 1929 Treschè Conca passò definitivamente sotto l'amministrazione comunale di Roana.

### La strage di Treschè Conca
Il 27 aprile 1945, nel corso della seconda guerra mondiale, si verificò ai Fondi di Treschè Conca la peggior rappresaglia da parte delle truppe tedesche che si sia mai verificata nei confronti della popolazione civile dell'Altopiano di Asiago.
Nel corso di quella che sarà ricordata come la strage di Treschè Conca, furono uccisi otto partigiani e dodici civili (due dei quali furono uccisi nella prima casa rastrellata, mentre gli altri dieci furono prelevati dalle loro case e in seguito fucilati).

## Monumenti e luoghi d'interesse

### Architetture religiose
- Chiesa di San Luigi Gonzaga

### Architetture civili
- Cippo dedicato alla strage di Treschè Conca[10]
- Monumento ai caduti di Treschè Conca, opera di Egisto Caldana (1887-1961)[11]
- Monumento ai bersaglieri ciclisti caduti il 23 maggio 1916[12]

Tra i punti d'interesse, vi è la "Fonte degli Elfi", una scultura in pietra raffigurante personaggi del folclore cimbro, come folletti, maghi, ecc.

### Architetture militari

#### Forte Corbin
A qualche chilometro dal centro abitato di Treschè Conca, a Punta Corbin, si trova il Forte Corbin, un forte costruito tra il 1906 e il 1911.
Rimasto pressoché inattivo durante la prima guerra mondiale a causa della sua posizione arretrata rispetto al fronte, fu bombardato ed occupato dalle truppe austriache nel maggio 1916.
Dopo la guerra, fu utilizzato come caserma e luogo di addestramento.
Forte Corbin fu anche una delle location per il film del 1969, diretto da Ermanno Olmi, I recuperanti.

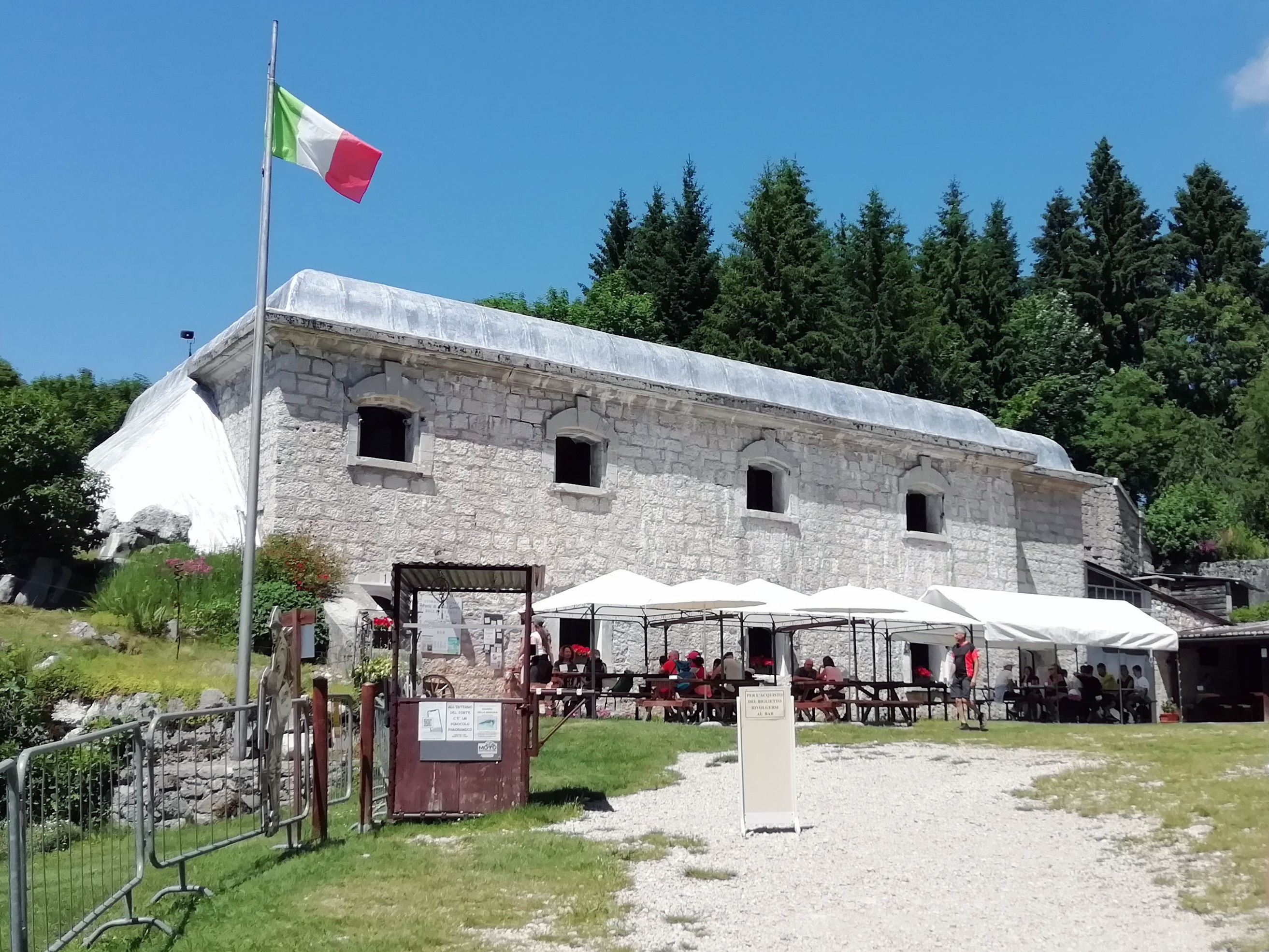
Forte Corbin
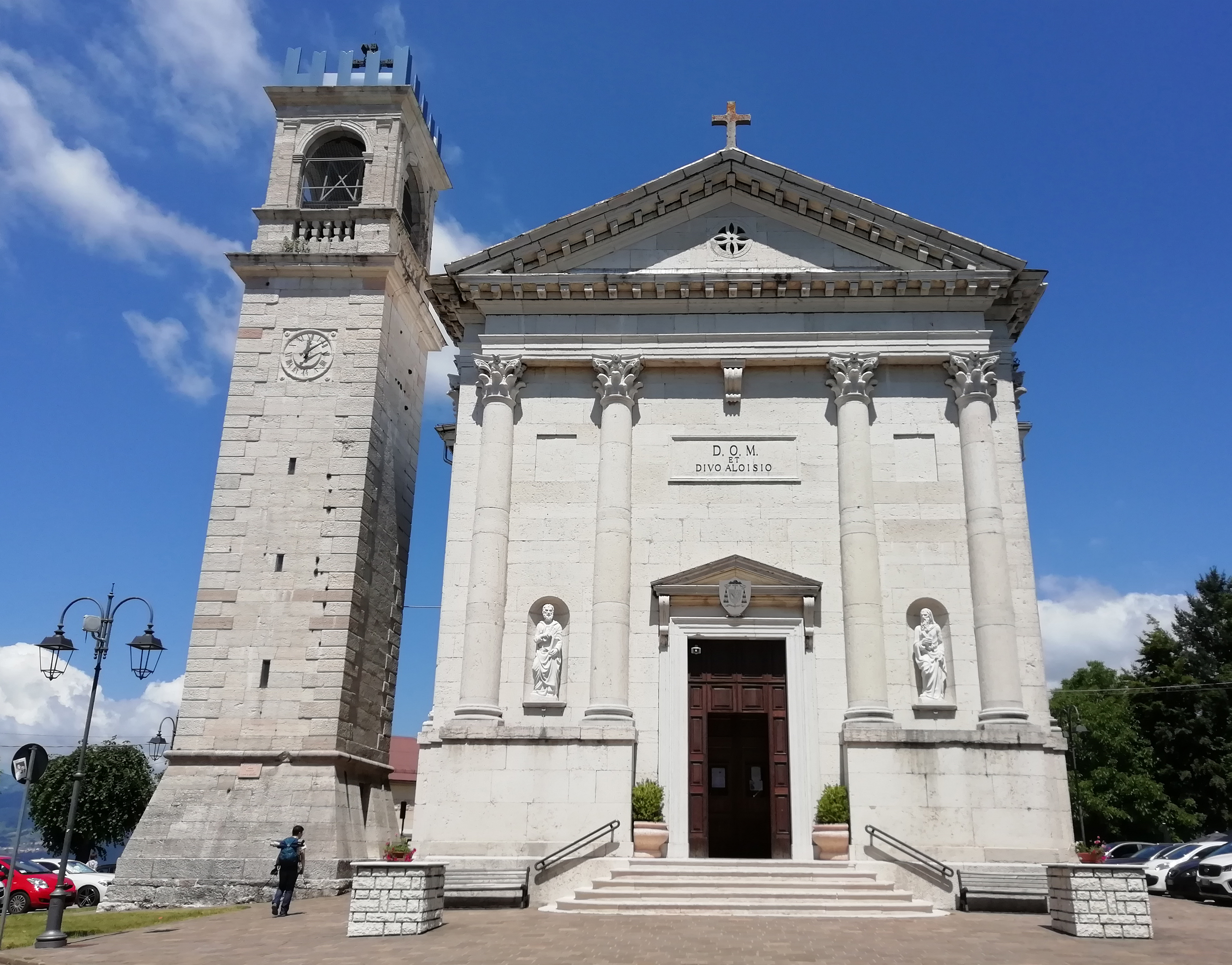
La chiesa
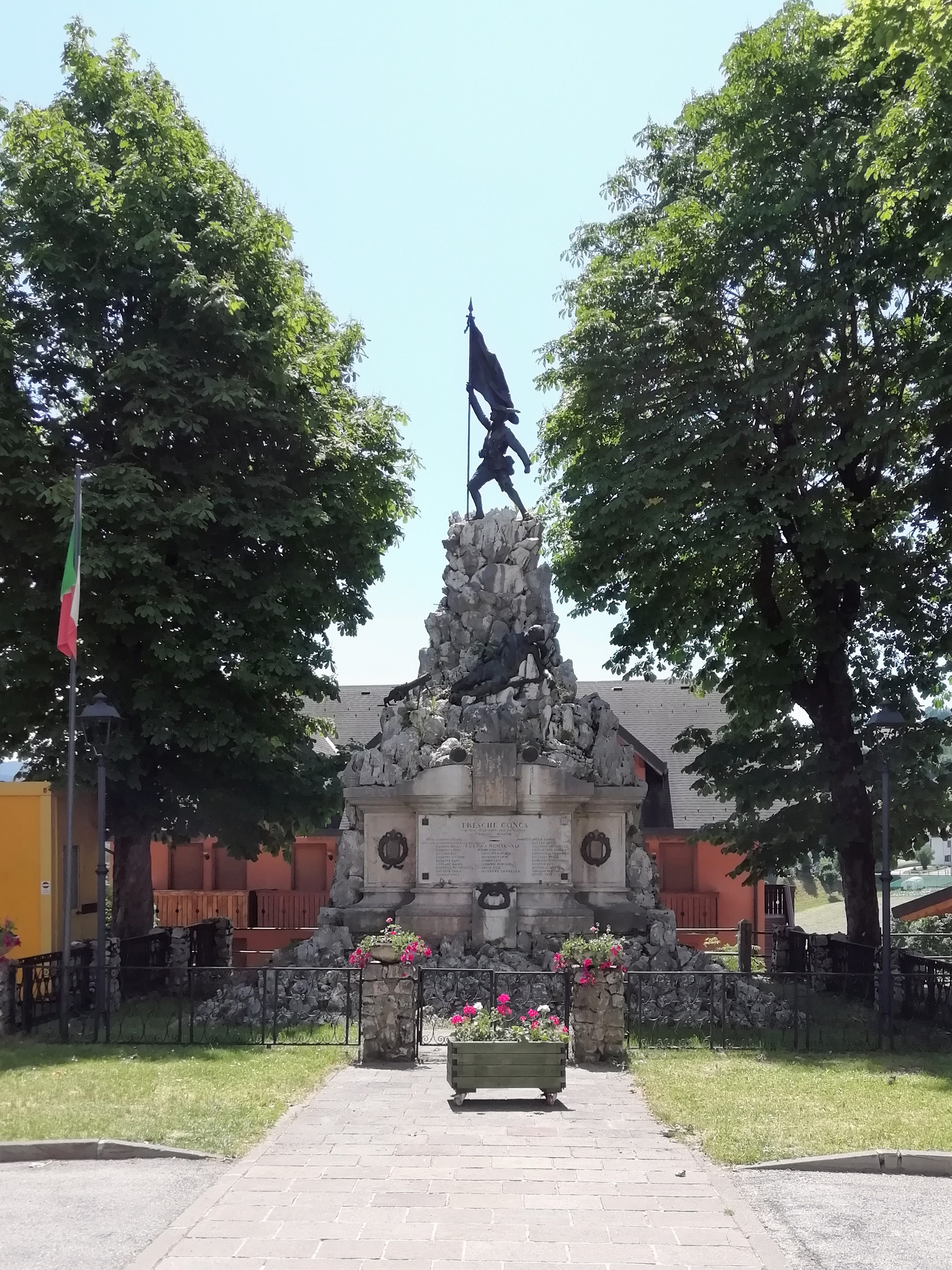
Monumento ai caduti
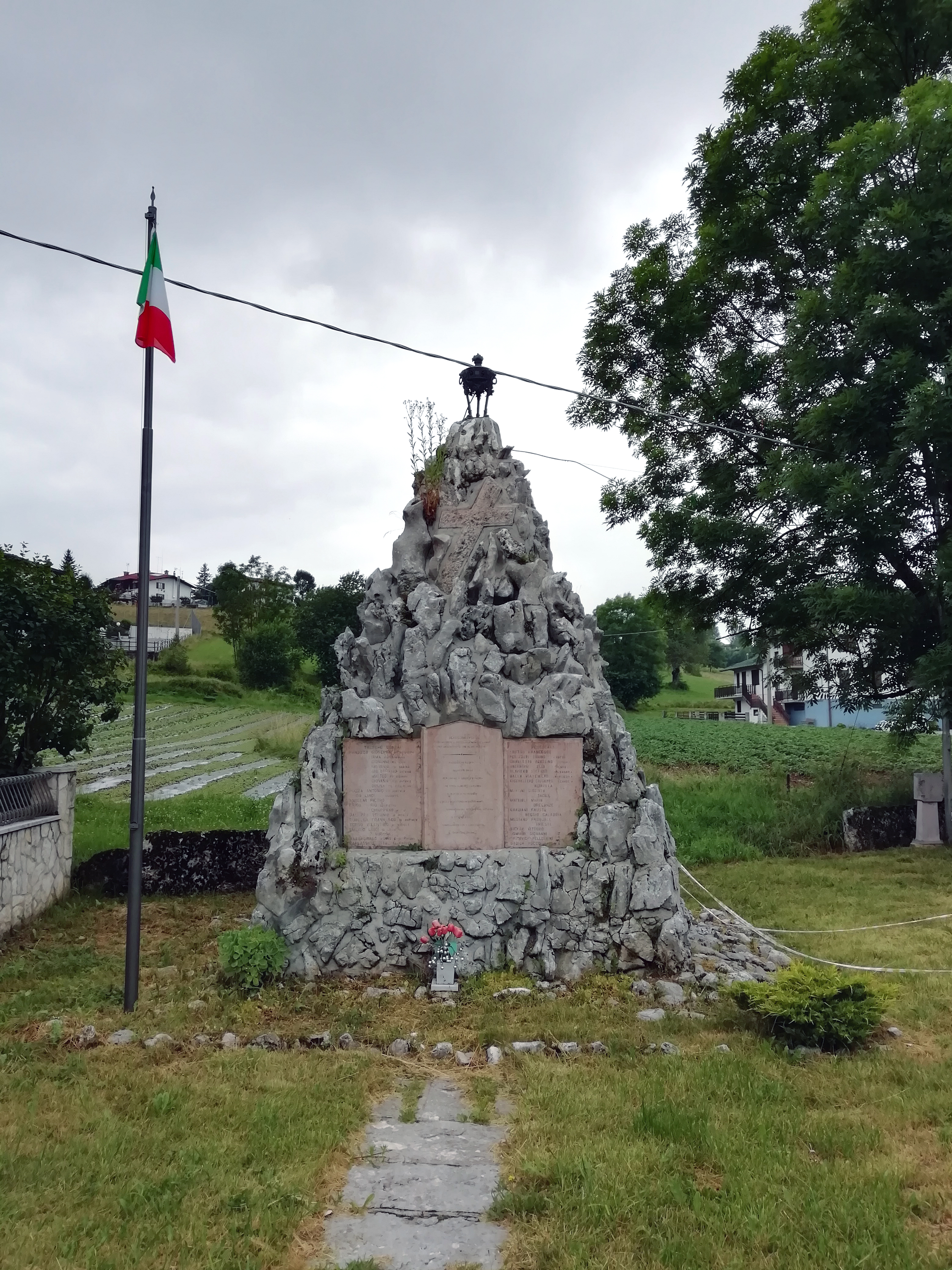
Monumento della strage

## Cultura

### Musei
- Collezione Rovini

## Economia
In origine la popolazione di Treschè Conca era dedita principalmente all'allevamento del bestiame.
Scambi commerciali avvenivano soprattutto con Cogollo del Cengio e Pedescala.
Oggigiorno, la principale risorsa economica della frazione è rappresentata dal turismo.

## Infrastrutture e trasporti

### Ferrovie
Dal 1910 al 1958 era in funzione la Ferrovia Rocchette-Asiago che collegava Piovene Rocchette con Asiago passando per l'Altopiano dei Sette Comuni e ad Treschè Conca aveva la sua stazione ferroviaria, che dopo essere rimasta inutilizzata per anni venne adibita a sede dell'ufficio della Pro Loco.